# عبد الرحمن الغامدي (إرهابي)
عبد الرحمن الغامدي (بالإنجليزية: Abdul Rahman Al-Ghamdi)‏‏ (1974 -) مواطن من المملكة العربية السعودية يعتقد أنه جهادي وأحد أعضاء تنظيم القاعدة في شبه الجزيرة العربية.
في عام 2003، تزوج الغامدي وفاء الشهري والمعروفة «بأم هاجر الأزدي» وأنجب منها ابنته «وصايف»، قال زوجها الأول سعود آل شايع القحطاني والذي قتل لاحقًا إنها كانت أيضًا «تكفيرية» ومتعلقة جدا بشقيقها الأكبر الموجود في أفغانستان. وقال أيضًا للجريدة السعودية «جريدة سعودي جازيت» إن الغامدي «... قُتل في مواجهة مع قوات الأمن السعودية في منطقة الهدى على طريق الطائف إلى مكة».
في يوليو 2003، ذكرت بي بي سي نيوز أن سعوديًا يدعى «علي عبد الرحمن الغامدي» كان في المرتبة الثانية على قائمة المطلوبين السعوديين، وأنه استسلم بسلام في عام 2003. ذكرت يو إس إيه توداي أن اسمه «علي عبد الرحمن الفقاسي الغامدي» وأنه قاتل ضد القوات الأمريكية في أفغانستان.
في سبتمبر 2003، ذكرت صحيفة أراب نيوز أن سعوديًا يدعى «بندر بن عبد الرحمن الغامدي» كان على قائمة التسعة عشر من المشتبه بهم المطلوبين، وأنه تم ترحيله مؤخرًا من اليمن مع سبعة مشتبه بهم سعوديين آخرين.
ذكرت وزارة الداخلية السعودية في 2 يونيو 2004، مقتل اثنين من المطلوبين في عملية أمنية في منطقة الهدى بمدينة الطائف دون وقوع إصابات أخرى، كان أحدهم يتنكر بملابس نسائية. المطلوبان هم عبد الرحمن الغامدي 30 عامًا وعبد العزيز الغامدي 25 عامًا.